# Sant'Ana do Livramento
Sant'Ana do Livramento é um município brasileiro do oeste do estado do Rio Grande do Sul, na região Sul. Está localizado na fronteira com o Uruguai e é vizinho de Rivera, cidade uruguaia. Situa-se a uma latitude 30º53'27" sul e a uma longitude 55º31'58" oeste, estando a uma altitude de 208 metros e a uma distância de 498 km da capital Porto Alegre, a 500 km de Montevidéu (capital do Uruguai), 634 km de Buenos Aires (capital da Argentina), 1 050 km de Curitiba (Paraná), 2 434 km de Brasília (capital do Brasil) e 380 km do porto de Rio Grande (Rio Grande do Sul).
Com uma área territorial de 6 946,407 km², Sant'Ana do Livramento é um dos três maiores municípios do Rio Grande do Sul, segundo o Instituto Brasileiro de Geografia e Estatística (IBGE). Sua população, de acordo com a estimativa de 2024 do instituto, foi de 87 296 habitantes.
Faz parte da Região da Campanha do Rio Grande do Sul, destacando-se na pecuária (bovinos e ovinos) e na produção de arroz e soja. Mais recentemente, vem ampliando a produção frutífera, com destaque para a vitivinicultura.
Em 2009, foi declarada oficialmente pelo governo brasileiro como a cidade-símbolo da integração brasileira com os países membros do Mercado Comum do Sul (Mercosul).

## Nome
A origem do nome do município de Sant'Ana do Livramento remonta a 1834, quando Ana Ilha de Vargas, uma fazendeira rica, doou à igreja uma imagem de Nossa Senhora de Santa Ana. Como condição, solicitou que o curato adotasse o nome da santa, o que foi atendido. A partir de então, o local passou a ser conhecido como Santana do Livramento. Em 1876, a localidade foi elevada à categoria de cidade com esse nome, por meio da Lei Provincial nº 1.013, de 6 de abril de 1876. Posteriormente, em 31 de março de 1938, o Decreto Estadual nº 7.199 simplificou a denominação para Livramento. Essa mudança, contudo, foi revertida em 1957 e o município passou a chamar-se oficialmente Sant’Ana do Livramento, nome que adota até hoje.

## História
Em 1912, Sant'Ana do Livramento recebeu a primeira estação de trem do Brasil com tráfego internacional, entre Sant'Ana do Livramento e Rivera (Uruguai), fazendo com que as composições pudessem ligar Rio de Janeiro e São Paulo a Montevidéu e Buenos Aires. O Trem Internacional encontra-se desativado.

## Geografia

### Clima
Segundo dado do Instituto Nacional de Meteorologia (INMET), referentes ao período de 1961 a 1969, 1974 a 1983, 1998 e a partir de 2000, a menor temperatura registrada em Sant'Ana do Livramento foi de −3,8 °C em 15 de julho de 2020, e a maior atingiu 40,5 °C em 2 de janeiro de 1963. O maior acumulado de precipitação em 24 horas atingiu 163,8 mm em 15 de fevereiro de 1983. Novembro de 2009 foi o mês de maior precipitação, com 540,8 mm.
| Dados climatológicos para Santana do Livramento | Dados climatológicos para Santana do Livramento | Dados climatológicos para Santana do Livramento | Dados climatológicos para Santana do Livramento | Dados climatológicos para Santana do Livramento | Dados climatológicos para Santana do Livramento | Dados climatológicos para Santana do Livramento | Dados climatológicos para Santana do Livramento | Dados climatológicos para Santana do Livramento | Dados climatológicos para Santana do Livramento | Dados climatológicos para Santana do Livramento | Dados climatológicos para Santana do Livramento | Dados climatológicos para Santana do Livramento | Dados climatológicos para Santana do Livramento |
| Mês | Jan                                             | Fev                                             | Mar                                             | Abr                                             | Mai                                             | Jun                                             | Jul                                             | Ago                                             | Set                                             | Out                                             | Nov                                             | Dez                                             | Ano                                             |
| --- | ----------------------------------------------- | ----------------------------------------------- | ----------------------------------------------- | ----------------------------------------------- | ----------------------------------------------- | ----------------------------------------------- | ----------------------------------------------- | ----------------------------------------------- | ----------------------------------------------- | ----------------------------------------------- | ----------------------------------------------- | ----------------------------------------------- | ----------------------------------------------- |
| Temperatura máxima recorde (°C) | 40,5                                            | 39                                              | 38,9                                            | 34,9                                            | 32,1                                            | 29,5                                            | 29,5                                            | 31,9                                            | 33,3                                            | 34,3                                            | 38                                              | 39                                              | 40,5                                            |
| Temperatura máxima média (°C) | 30,4                                            | 29,2                                            | 27,5                                            | 24,1                                            | 19,8                                            | 17,1                                            | 17                                              | 18,4                                            | 19,7                                            | 23,5                                            | 26,1                                            | 28,6                                            | 23,5                                            |
| Temperatura mínima média (°C) | 18,2                                            | 18,1                                            | 16,8                                            | 13,8                                            | 10,7                                            | 8,3                                             | 7,7                                             | 8,3                                             | 9,5                                             | 12,5                                            | 14,7                                            | 16,8                                            | 13                                              |
| Temperatura mínima recorde (°C) | 8,4                                             | 7,4                                             | 5,4                                             | 2,3                                             | −2                                              | −3,2                                            | −3,8                                            | −2,1                                            | −0,3                                            | 2,3                                             | 2,8                                             | 8,2                                             | −3,8                                            |
| Precipitação (mm) | 94,2                                            | 170,9                                           | 122,5                                           | 138,8                                           | 144,3                                           | 115,1                                           | 108,4                                           | 98,9                                            | 144,4                                           | 129,6                                           | 123,9                                           | 127,3                                           | 1 518,3                                         |
| Umidade relativa compensada (%) | 66,4                                            | 71,8                                            | 74,3                                            | 76,6                                            | 82,9                                            | 85,5                                            | 82,3                                            | 79,2                                            | 78,6                                            | 74,4                                            | 70,2                                            | 67,1                                            | 75,8                                            |
| Insolação (h) | 273,7                                           | 214,2                                           | 222,9                                           | 180,1                                           | 140,5                                           | 115,5                                           | 153,5                                           | 171                                             | 178,5                                           | 219,1                                           | 235,3                                           | 262,4                                           | 2 336,7                                         |
| Fonte: Instituto Nacional de Meteorologia (INMET) (normal climatológica de 1981-2010; recordes de temperatura: 01/01/1961 a 16/03/1969, 01/01/1974 a 30/11/1983, 01/06/1998 a 31/12/1998, 01/01/2000 a 31/12/2000 e 20/08/2001 a 17/12/2013) |                                                 |                                                 |                                                 |                                                 |                                                 |                                                 |                                                 |                                                 |                                                 |                                                 |                                                 |                                                 |                                                 |

## Economia
A economia é baseada no comércio, na agricultura, na pecuária e na viticultura. Constitui com a cidade vizinha Rivera, no Uruguai, uma conurbação binacional.

### Produção de vinhos
O município de Sant'Ana do Livramento, está situado sobre o famoso "paralelo 31", com terras e clima propícios para a produção de frutas, principalmente uvas. Tal recomendação, a de que as terras da região da campanha seriam propícias à produção de uvas, foi feita há muitas décadas, em universidades dos Estados Unidos. Com base nesses estudos, uma companhia do estado norte-americano da Califórnia, produtora dos vinhos "Almaden", procurou inicialmente terras na região de Bagé; devido a dificuldades de compra, aceitou oferta de terras no distrito de Palomas, pertencente ao município de Sant'Ana do Livramento.
Desta forma, em 1974 a Almadén iniciou um grandioso projeto, após mais de 10 anos de preparação e seleção de variedades de uvas. Os primeiros varietais finos com a marca Almadén foram lançados no Brasil em 1983. Os vinhos são produzidos no local, a partir de produção própria de uvas, usando o recurso de espaldeiras, em mais de 500 hectares. São colhidos anualmente de 6 a 8 milhões de toneladas de uvas, que geram quantidade semelhante de vinhos, produzidos a partir de uvas de variedades como riesling, ugni blanc, gewurtztraminer, gamay beaujolais, cabernet, merlot e cabernet sauvignon. A Almadén foi recentemente adquirida pela Vinícola Miolo, passando a fazer parte, então, do Miolo Wine Group.

## Esportes
A cidade possui o mais antigo campo de golfe do Rio Grande do Sul, fundando em 4 de julho de 1915 com o nome de "Armour Golfe Clube", passando a se chamar posteriormente de "Clube Campestre de Livramento" em 1959. É o terceiro clube de golfe mais antigo do país, sendo mais novo apenas que o São Paulo Golf Club (1901) e o Santos São Vicente Golf Club (1915).
O futebol 7 foi criado em 1965 em Sant'Ana do Livramento, onde ocorreu 1º Campeonato Regional. Na ocasião, foi criada, também, a primeira regra oficial desse esporte de que se tem registro.

## Santanenses ilustres
- Ver Biografias de santanenses notórios